# Лічильник нейтронів
Лічильник нейтронів (англ. Neutron counter) — засіб вимірювання нейтронного випромінювання ядерного матеріалу, спонтанного або ініційованого нейтронними джерелами, для того, щоб визначити та виміряти ядерний матеріал. Детектування нейтронів, зазвичай, досягається реєстрацією іонізуючого випромінювання заряджених частинок, що виникають у результаті нейтронних реакцій (наприклад, з 10В або 3Не).
Для визначення ступеню опромінення палива в басейнах витримки застосовується «виделкова детекторна система», що використовує комбінацію нейтронного лічильника з датчиком детектування гама-променів.